# Адміністративний поділ Алжиру
Алжир поділяється на:
- 48 вілаєтів (араб. ولاية)[1]

- 553 округів (араб. دائرة; «даїра»)
- 1541 комуну (фр. commune, араб. بلدية, балядія).